# Estelle Harris
Estelle Harris (ur. 4 kwietnia 1928 w Nowym Jorku, zm. 2 kwietnia 2022 w Palm Desert) – amerykańska aktorka komediowa i głosowa. Występowała w roli Estelle Costanza w serialu Kroniki Seinfelda i w roli Muriel w serialu Nie ma to jak hotel; podkładała głos pani Bulwy w serii Toy Story: Toy Story 2, Toy Story 3, Toy Story 4.

## Życie prywatne
Estelle była córką Anny i Izaaka Nussbaumów, Żydów pochodzących z Polski, którzy po przyjeździe do Stanów Zjednoczonych zostali właścicielami cukierni. W 1953 Estelle poślubiła Sy’ego Harrisa. Para miała troje dzieci: Erica, Glena i Taryn.

## Filmografia
| Rok       | Film                         | Rola                | Uwagi           |
| --------- | ---------------------------- | ------------------- | --------------- |
| 1977      | Looking Up                   | Irma                |                 |
| 1977      | Summerdog                    | Mrs. Baleeka        |                 |
| 1984      | Dawno temu w Ameryce         | Matka Peggy         |                 |
| 1988      | Wszystko albo nic            | Sekretarka          |                 |
| 1992      | To jest moje życie           | Ciocia Harriet      |                 |
| 1993      | Good Advice                  | Ronnie Cohen        |                 |
| 1995      | Downhill Willie              | Mama Saxer          |                 |
| 1995      | Perfect Alibi                | Ciocia Dorothy      |                 |
| 1995      | The West Side Waltz          |                     |                 |
| 1997      | Morska przygoda              | Bridget             |                 |
| 1998      | Chairman of the Board        | Pani Krubavitch     |                 |
| 1998      | The Odd Couple II            | Flirtująca kobieta  |                 |
| 1998      | Mój przyjaciel olbrzym       | Ciocia Pearl        |                 |
| 1999      | Lost & Found                 | Pani Stubblefield   |                 |
| 1999      | Toy Story 2                  | Pani Bulwa          | rola dubbingowa |
| 2000      | What’s Cooking?              | Ciocia Bea          |                 |
| 2000      | Czarna komedia               | Sally               |                 |
| 2000      | Playing Mona Lisa            | Ciocia Velva        |                 |
| 2001      | Dobre rady                   | Iris                |                 |
| 2002      | No Prom for Cindy            | Babcia Cindy        |                 |
| 2003      | Mój brat niedźwiedź          | Stara niedźwiedzica | rola dubbingowa |
| 2004      | Rogate ranczo                | Audrey              | rola dubbingowa |
| 2004      | Pupilek                      | Pani Boogin         |                 |
| 2005      | Tarzan 2: Początek legendy   | Mama Gunda          | rola dubbingowa |
| 2005–2008 | Nie ma to jak hotel          | Muriel              |                 |
| 2006      | Queer Duck: Film             | Pani Duckstein      | rola dubbingowa |
| 2007      | Case Closed                  | Madame              |                 |
| 2007      | iCarly                       | Pani Halberstadt    |                 |
| 2007      | The Grand                    | Ruth Melvin         |                 |
| 2010      | Toy Story 3                  | Pani Bulwa          | rola dubbingowa |
| 2010      | Movin' In                    | Arlene Taylor       |                 |
| 2011      | Toy Story: Hawajskie wakacje | Pani Bulwa          | rola dubbingowa |
| 2011      | Toy Story: Small Fry         | Pani Bulwa          | rola dubbingowa |